# Amegilla punctata
Amegilla punctata es una especie de abeja excavadora perteneciente al género Amegilla, categorizada en la tribu Anthophorini, de la subfamilia Apinae.
Fue descrita científicamente por el entomólogo australiano Percy Tarlton Rayment en 1931. Aparece registrada y publicada en una sección de Bees in the Collections of the Western Australian Museum and the Agricultural Department, Perth. Journal of the Royal Society of Western Australia, Vol. 17 de 1931.

## Distribución
La especie se distribuye por Australia.